# Star Fox (серия игр)
Star Fox (яп. スターフォックス Сута: Фоккусу) — серия видеоигр, изданная компанией Nintendo. Оригинальная игра была разработана для игровой консоли SNES в 1993 году и представляла собой трёхмерный рельсовый шутер. Последующие игры серии расширили границы жанра, добавив элементы приключенческой игры и шутера. Франшиза Star Fox также включает в себя ряд комиксов, а некоторые персонажи игр фигурируют в серии Super Smash Bros..
В странах PAL из-за проблем с правами на название Star Fox и Star Fox 64 были изданы, соответственно, как Starwing и Lylat Wars. Позже, перед выходом Star Fox Adventures Nintendo выкупила права, и последующие игры выходили во всех регионах мира под одним названием.

## Сюжет
Действие всех игр серии разворачивается в вымышленной звёздной системе Лайлат, населённой антропоморфными животными. Правительственным центром системы является планета Корнерия.
Команда наёмников Star Fox, созданная лисом Джеймсом МакКлаудом, работает на правительство Корнерии и защищает систему Лайлат от сумасшедшего учёного Андросса, ранее изгнанного с Корнерии на планету Веном, и других врагов, в том числе команды наёмников Star Wolf, часто исполняющих поручения Андросса. Помимо Джеймса, в команду входили заяц Пеппи Хеа и свинья Пигма Денгар, но Пигма предаёт команду и переходит на сторону Андросса. Пеппи удаётся спастись, в то время как Джеймс погибает на Веноме.
Сын Джеймса Фокс МакКлауд собирает новую команду Star Fox, в которую, помимо него и Пеппи, входят ястреб Фалько Ломбарди и жаба Слиппи Тоад. Кораблём команды управляет робот РОБ64. Позднее Фокс спасает и включает в команду лисицу-телепата Кристал.

## Игры
| 1993 | Star Fox            |
| 1994 |                     |
| 1995 |                     |
| 1996 |                     |
| 1997 | Star Fox 64         |
| 1998 |                     |
| 1999 |                     |
| 2000 |                     |
| 2001 |                     |
| 2002 | Star Fox Adventures |
| 2003 |                     |
| 2004 |                     |
| 2005 | Star Fox: Assault   |
| 2006 | Star Fox Command    |
| 2007 |                     |
| 2008 |                     |
| 2009 |                     |
| 2010 |                     |
| 2011 | Star Fox 64 3D      |
| 2012 |                     |
| 2013 |                     |
| 2014 |                     |
| 2015 |                     |
| 2016 | Star Fox Zero       |
| 2016 | Star Fox Guard      |
| 2017 | Star Fox 2          |

### Star Fox
Первая игра серии, разработанная компанией Nintendo для платформы SNES, вышла в 1993 году. Это была первая трёхмерная игра Nintendo, в которой был использован чип Super FX — сопроцессор, предназначенный для отображения на экране полигональных моделей. Столь сложное трёхмерное изображение в то время было в новинку, и игра завоевала большую популярность.
По геймплею это был трёхмерный рельсовый шутер, игрок управлял космическим кораблём Фокса под названием Arwing и сражался с противниками, попутно собирая бонусы. Однако у игры был ряд существенных отличий от прочих игр данного жанра. Таковыми являлись возможность регулировать скорость полёта, наличие защитного энергетического щита и некоторое подобие системы повреждений. До финала игры можно было добраться различными путями, что существенно определяло сложность прохождения, а также являлось стимулом к повторному прохождению.
По сюжету, в систему Лайлат вторгся Андросс, и командующий вооружёнными силами Корнерии генерал Пеппер нанимает Star Fox, чтобы они разгромили армию захватчиков и победили самого учёного.

### Star Fox 2
Star Fox 2 должна была выйти на SNES, но была отменена незадолго до релиза. Решение об отмене было связано со скорым выходом Nintendo 64 и желанием Nintendo выпустить следующую серию Star Fox на современной игровой платформе. Тем не менее, некоторые идеи из Star Fox 2 были реализованы в Star Fox 64 и Command, к примеру, выбор персонажей и кораблей или неограниченные игровые уровни. Команда Star Wolf также появилась в следующей игре, в то время как новые члены Star Fox — собака Фэй и рысь Мию — были вырезаны полностью. Образ ранней альфа-версии Star Fox 2, тем не менее, находится в свободном доступе в Интернете.
Спустя 22 года после отмены игры, был анонсирован её релиз на консоли Super NES Classic Edition, и выпуск запланирован на сентябрь 2017 года.

### Star Fox 64
В 1997 году вышла Star Fox 64 для Nintendo 64. Игра, по сути, являлась ремейком Star Fox для SNES, но существенно отличалась от предшественницы в техническом плане. В ней впервые появились полностью озвученные диалоги, а также подлинная трёхмерность. Здесь также присутствовали наземные миссии, в которых игрок управлял танком Landmaster, подводной лодкой, а в мультиплеере были доступны пешие уровни.
Сюжет игры являлся повторением такого в Star Fox, но стал гораздо более подробным и детальным. Кроме того, в Star Fox 64 впервые появляется конкурирующая команда наёмников Star Wolf под командованием волка Вольфа О’Доннела.

### Star Fox Adventures
Следующей игрой стала Star Fox Adventures, вышедшая в 2002 году для платформы Nintendo GameCube и разработанная фирмой Rare. Геймплей претерпел значительные изменения по сравнению с предыдущими играми. Star Fox Adventures представляла собой Action-adventure, в котором игрок в основном управлял самим Фоксом, в то время как традиционные космические бои были сведены к минимуму. Основным оружием являлся волшебный посох, найденный лисом и дающий широкие возможности в борьбе с врагами. Отличия в первую очередь были обусловлены тем, что Adventures была создана но основе отменённого проекта Dinosaur Planet, до этого разрабатываемого Rare.
На сей раз история была посвящена событиям на Планете Динозавров, в последующих играх известной как Саурия. Генерал Пеппер поручает Фоксу выяснить, почему планета начала разваливаться на части. Основным врагом в игре выступает армия динозавров, возглавляемая генералом Скейлсом, также в сюжете фигурирует и Андросс. Кроме этого, в игре появляется синяя лисица Кристал, ставшая главным женским персонажем серии.

### Star Fox: Assault
Star Fox: Assault, разработанная в 2005 году фирмой Namco также для Nintendo GameCube, во многом вернулась к корням серии. Космические бои вновь заняли ведущую роль в геймплее, однако наземные, в том числе и пешие миссии сохранились. Жанр игры, таким образом, представлял собой смесь космического шутера и Action, а действовать приходилось в открытом космосе, на поверхности планет, внутри военных баз и космических станций.
Сюжет игры повествовал о вторжении в систему Лайлат армии Апароидов — насекомообразных полумеханических существ. В Assault изменился состав команды Star Fox: Пеппи Хеа прекращает лётную практику, став координатором миссий, а его место в команде занимает Кристал. Здесь же появляется новый член Star Wolf — леопард Пантер Карузо.

### Star Fox Command
Star Fox Command разработала Q-Games в 2006 году для Nintendo DS. Геймплей вновь подвергся изменениям. Во-первых, серия вернулась к истокам, и в новой игре присутствовали исключительно воздушные бои, отныне проходившие на открытом пространстве. Прямолинейное построение миссий осталось в прошлом, вместо него была введена стратегическая свобода, позволяющая перемещаться в любом направлении. В Command отсутствовали озвученные диалоги, что также сближало игру с Star Fox для SNES. Кроме того, впервые в серии появился онлайн-мультиплеер.
Главным противником в игре являлась раса Англар, обитавшая в океанах Венома, и её Император, стремящийся уничтожить систему Лайлат. В Command было девять различных концовок, зависящих от выбора, совершаемого игроком в процессе прохождения. Однако ни одна из них не была объявлена официальной.

## Комиксы

### Комикс Nintendo Power
В 1993 году в ежемесячном журнале Nintendo Power выходил комикс Star Fox. Его сюжет более подробно описывал события оригинальной игры и биографии главных героев. Только в этом комиксе упоминается Викси Рейнард — мать Фокса, погибшая по вине Андросса. Также в нём фигурирует лисица-фенек Фара Феникс, ставшая пятым членом команды Star Fox и возлюбленной Фокса. В играх, однако, она так и не появилась, оставшись неканоническим персонажем. Все события комикса в последующих играх также ни разу не упоминались.

### МангаStar Fox 64
Nintendo of Europe выпустила стилизованный под мангу комикс Star Fox 64, пересказывающий сюжет одноимённой игры. В нём описывались в том числе и события, не освещённые в самой игре, к примеру, изгнание Пигмы Денгара и Эндрю Ойконни из команды Star Wolf. Финалом комикса было поражение механического Андросса.

### Star Fox: Farewell, Beloved Falco
Манга, изданная Nintendo и являющаяся частью официальной истории Star Fox. Её события разворачиваются в период между Star Fox 64 и Star Fox Adventures и, в частности, объясняют, почему Фалько покинул команду. Главным противником в Farewell, Beloved Falco выступает капитан Шиарс, пытающийся возродить Андросса на планете Титания. В финале, вскоре после победы над капитаном члены команды Star Fox видят Планету Динозавров, распадающуюся на части, и решают спасти её от гибели. Это несколько не стыкуется с началом Star Fox Adventures, где спасать планету их нанял генерал Пеппер, пообещав солидное вознаграждение.